# Скулптура „Грочанка”
Скулптура „Грочанка” се налази у централном делу Гроцке, на улазу у Грочанску чаршију, која представља непокретно културно добро као просторно културно-историјска целина од великог значаја. Свечано је откривена 26. јула 2017. године.
Скулптура, као симбол Гроцке, преставља српску девојку у традиционалној народној ношњи, која у руци носи котарицу са воћем које успева у грочанском крају.  Дело је вајара Зорана Ивановића, а  израдила је Уметничка ливница „Јеремић”.